# Rodels
Rodels (Reto-Romaans: Roten) is een voormalige gemeente en is een plaats in het Zwitserse kanton Graubünden en maakt deel uit van het district Hinterrhein.
Rodels telt 271 inwoners. In 2015 is de gemeente samen met de andere gemeenten Almens, Paspels, Pratval en Tomils tot de nieuwe gemeente Domleschg.